# Papilio canadensis
Papilio canadensis là một loài bướm ngày thuộc họ Papilionidae. Nó từng được xếp thành một phụ loài của Papilio glaucus.

## Miêu tả

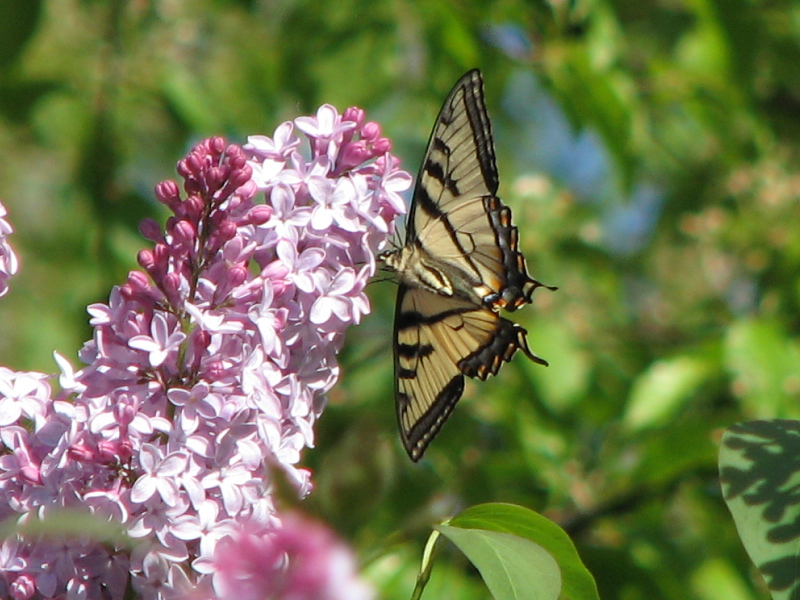
Ventral view, Palmer Rapids, Ontario

Con trưởng thành
Sải cánh dài 67 đến 80 mm. Có hai dạng của con trưởng thành màu vàng và màu đen, tuy nhiên dạng màu đen khá hiếm. Loaa2i này rất giống với loài Papilio glaucus (Eastern Tiger Swallowtail) và có đôi cánh nhỏ hơn rõ. 
Sâu
SÂu có màu lục, lớn với đầu to. Nó có 4 đốm vàng và 2 mắt giả với màu xanh nằm ở giữa. Khi nhìn ngang nó rất giống với hình con rắn. Ấu trùng chưa trưởng thành có màu nâu và trắng giống phân chim để tránh các loài săn mồi.

## Phân bố
Chúng phân bố khắp các tỉnh và vùng lãnh thổ của Canada. Dải phân bố nó kéo dài đến phía bắc của vòng Bắc Cực ở Yukon, và đến Churchill ở Manitoba, Little Shagamu River ở Ontario, và đến Schefferville ở Quebec. 

## Life cycle

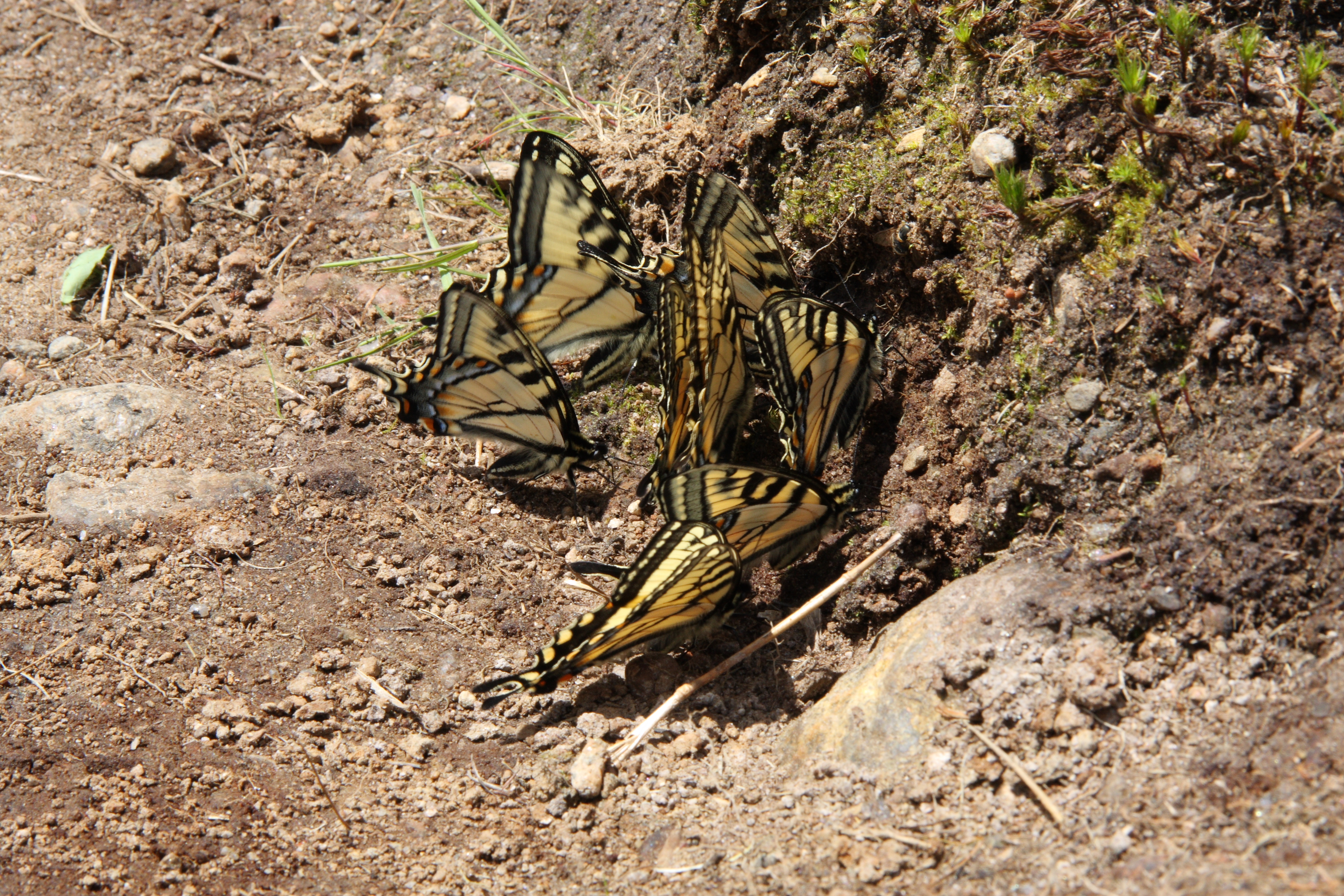
Gathering on wet soil, Jacques-Cartier National Park

COn trưởng thành bay suốt mùa xuân và hè và có một đợt.
Thức ăn
- Con trưởng thànnh ăn Nectar, còn ấu trùng ăn các loài Betula, Populus, Malus và Prunus serotina

## Hình ảnh

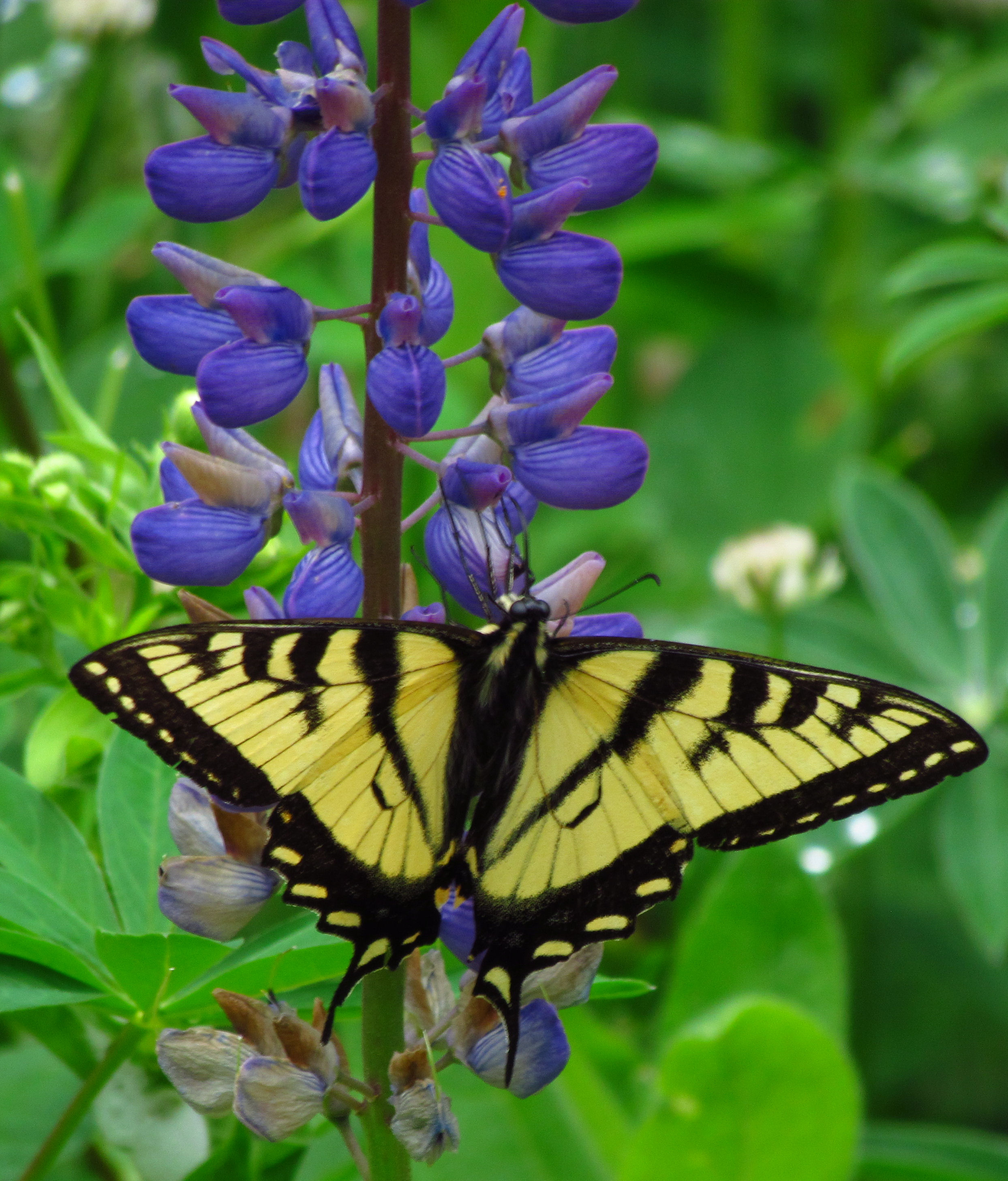
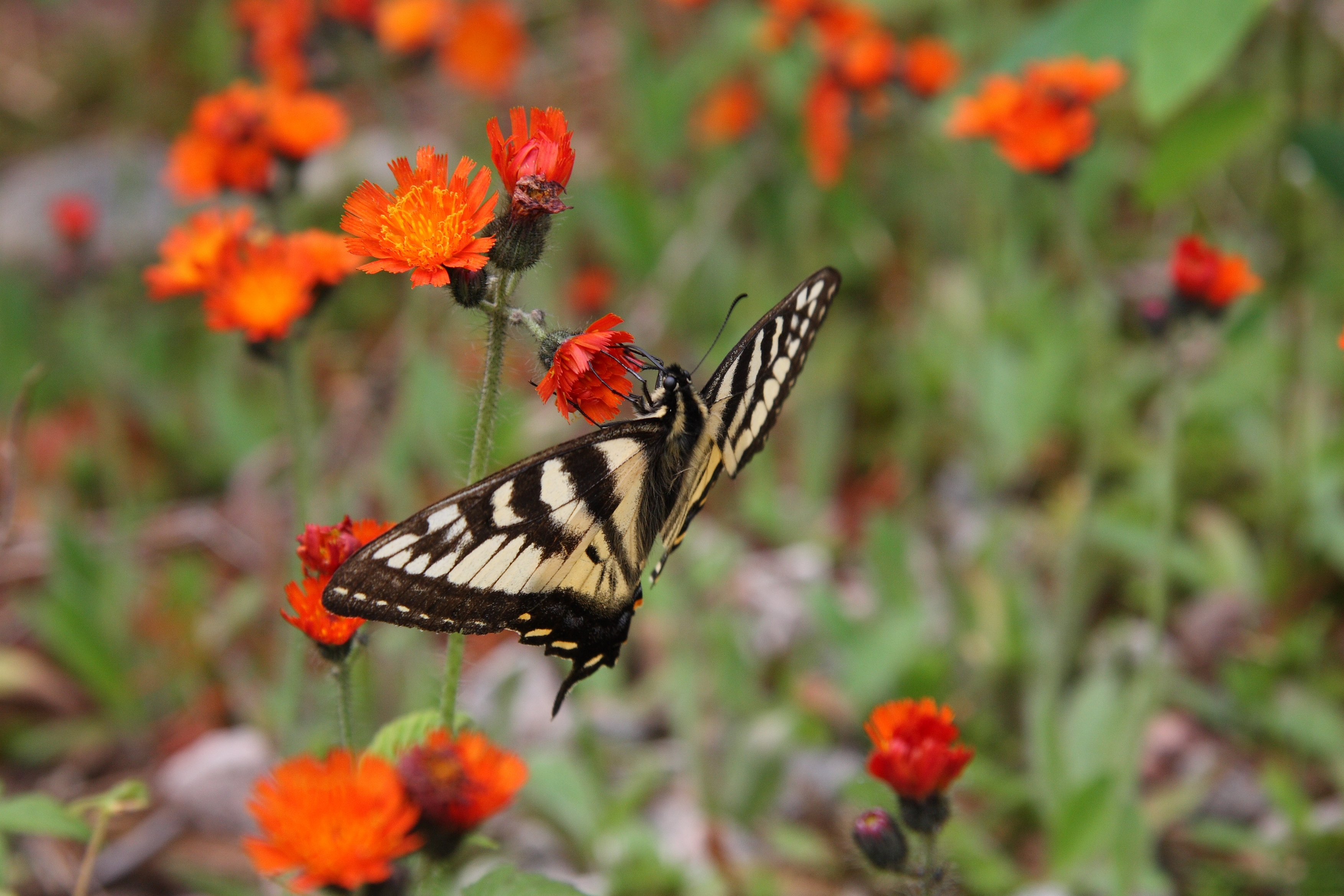
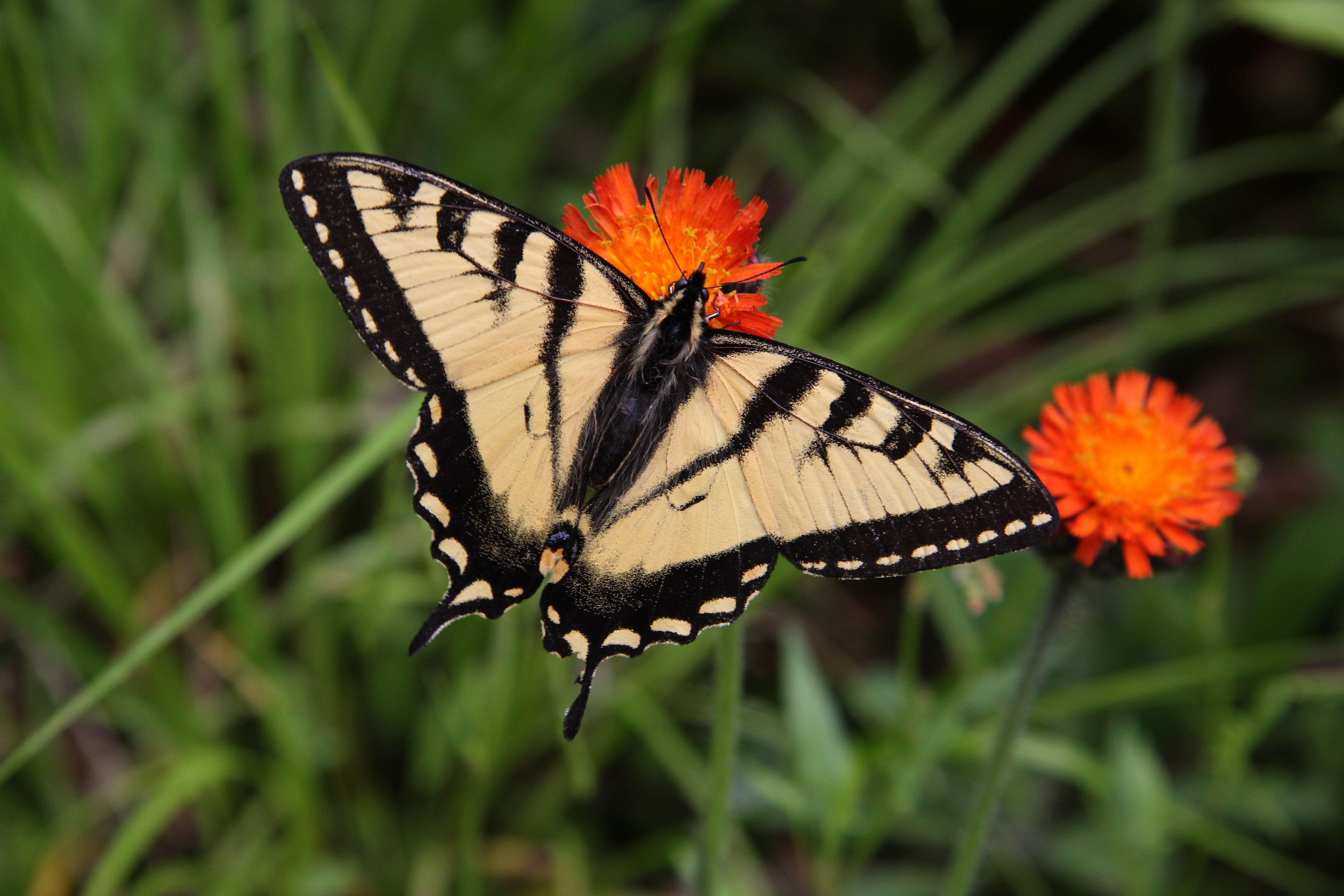
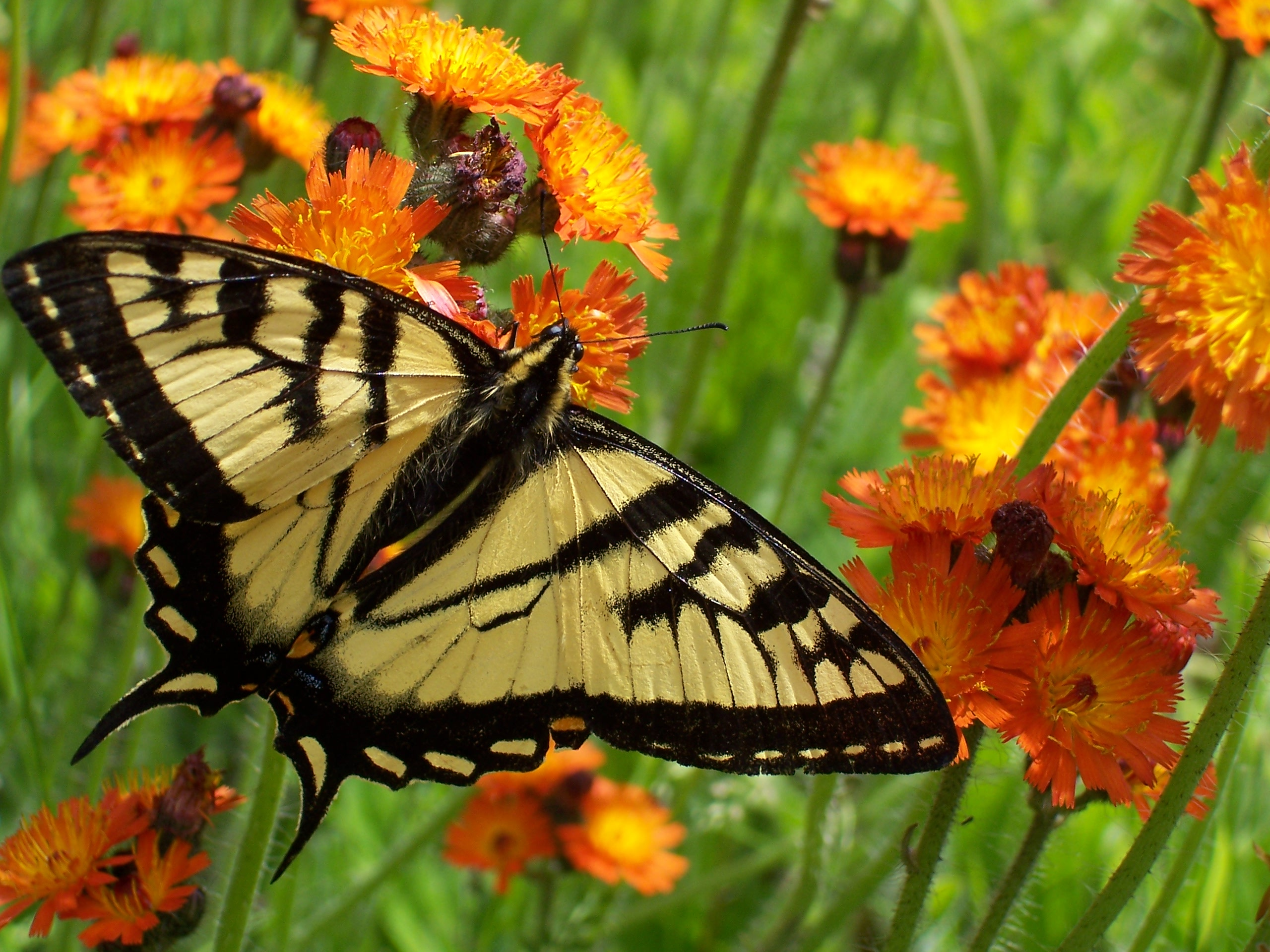